# Margit Brandt
Margit Brandt, født Bjørløw (27. januar 1945 i Hellerup – 24. oktober 2011) var en dansk tøjdesigner.
Brandt tog Margrethe-Skolens lederuddannelse 1961-1964 og blev uddannet designer fra Københavns Tilskærerakademi i 1964 samt hos Louis Feraud og Pierre Balmain i Paris.
I 1966 oprettede hun sit eget designfirma i København sammen med Erik Brandt, som hun var blevet gift med samme år. Virksomheden etablerede afdelinger i Schweiz, Japan og Hong Kong. Brandt stod for designet af dametøj, pels, boligtekstil, smykker, tapet m.v. for mange fabrikker i både Skandinavien og Tyskland. Ægteparret slog for alvor igennem i modebranchen i 1970'erne og begyndelsen af 1980'erne. I 1981 etablerede de sig i New York City med Brandt's America Inc. Siden har parret desuden beskæftiget sig med galleri- og krodrift med bl.a. Brandts Pakhus, Skovshoved Hotel, Hotel Store Kro (fra 1986) og Tulstruplund.
Danmarks OL-uniformer i 1988 og 1992 var designet af Brandt. I 1994 udstillede Margit Brandt på Kvindemuseet i Århus, og i 1998 designede hun Flyvevåbnets gallauniform. En række af Brandts kollektioner fra 1960'erne blev relanceret i 2005.
I 2007 blev hun Ridder af Dannebrog.
Margit og Erik Brandt har døtrene Emilie (f. 1971) og Julie (f. 1973).
Margit Brandt led af lungesygdommen KOL, som hun døde af.
Hun blev begravet fra Hellerup Kirke den 31. oktober 2011.

## Tv-serie
En dokumentarserie i fire afsnit blev oprindeligt sendt på DR i 2018. Den beskrev, hvordan Margit Brandt gjorde op med tidens konservative modetendenser sammen med sin mand, Erik Brandt. Serien gennemgår hendes karriere fra barndommen i Hellerup, som student på Margrethe-Skolen, over de unge år med succes, parrets flugt til New York efter anklager om salg af narko, den svære hjemkomst til Danmark, frem til hendes død i 2011.
Serien er af produceret af Impact TV efter Margit Brandts død. Hendes nærmeste familie medvirker, hvor de fortæller om hovedpersonen og de svære relationer til hendes børn.
Serien modtog i maj 2019 prisen som Årets modeformidler ved Elle Style Awards (en) 2019.